# Barrio Santa Cruz, San Juan Lalana
Barrio Santa Cruz är en ort i Mexiko.   Den ligger i kommunen San Juan Lalana och delstaten Oaxaca, i den sydöstra delen av landet, 400 km sydost om huvudstaden Mexico City. Barrio Santa Cruz ligger 435 meter över havet och antalet invånare är 207.
Terrängen runt Barrio Santa Cruz är kuperad åt nordost, men åt sydväst är den bergig. Runt Barrio Santa Cruz är det glesbefolkat, med 19 invånare per kvadratkilometer. Närmaste större samhälle är Ignacio Zaragoza, 7,1 km norr om Barrio Santa Cruz. I omgivningarna runt Barrio Santa Cruz växer i huvudsak städsegrön lövskog.